# وانگ مانیو
وانگ مانیو (انگلیسی: Wang Manyu؛ زادهٔ ۹ فوریهٔ ۱۹۹۹) بازیکن تنیس روی میز اهل چین است.
وی در مسابقات کشوری و بین‌المللی در مجموع برندهٔ ۳ مدال طلا، ۱ مدال نقره، ۲ مدال برنز شده‌است.